# Gol
Gol hkrati označuje del igrišča (napravo) pri nekaterih igrah, ki ga skušajo zadeti nasprotnikovi igralci, kot tudi zadetek sam. Drug izraz za besedo gol so vrata, branilec gola pa je vratar. Gol kot naprava je sestavljen iz dveh navpičnih vratnic (tudi stativ), povezuje ju vodoravni prečnik (tudi prečka), za vrati je običajno lovilna mreža. Gol ima različne dimenzije, odvisne od zvrsti igre (nogomet, rokomet, hokej, ragbi).

## Vrste golov
- Rokometni dvoranski gol ima lesen okvir, praviloma kvadraten, ki je širok 3, visok pa 2m. Globina gola je med 100 in 120 cm. Na tla je zaradi varnosti pritrjen z vijaki.

- Nogometni gol je visok 2,44 in širok 7,32 m. Vratnici ter prečnik so kovinski in okrogli.

- Hokejski gol je najmanjši izmed vseh golov. Visok je 80 in širok 120 cm. Vratnici ter prečnik so kovinski in okrogli.